# Bobbie Friberg da Cruz
Bobbie Friberg da Cruz, (født 16. januar 1982) er en svensk fodboldspiller, der spiller for den svenske klub IFK Mariehamn. Hans bror Johan Friberg da Cruz er også professionel fodboldspiller, som der spiller for Västra Frölunda IF.
Efter at være blevet en del af GAIS første hold i syv år underskrev han i 2008 en fire-årig kontrakt med den danske klub Randers FC, hvor han blev præsenteret den 22. juni 2008. Da Cruz fik sin debut den 1. marts mod AGF hvor han spillede alle 90 minutter, Randers vandt kampen 2-1. Han blev udlejet til den norske klub Kongsvinger IL i 2010. I februar 2011 blev han solgt til den svenske klub IFK Norrköping.